# John Uhr
John Uhr é professor de Ciência Política na Escola de Política e Relações Internacionais da Universidade Nacional da Austrália.

## Educação
Uhr tem um diploma de graduação (1972) da Universidade de Queensland e pós-graduação (1974, 1979) da Universidade de Toronto, no Canadá.

## Carreira
Tendo se formado com seu doutorado em 1979, Uhr ingressou na Commonwealth Parliamentary Library como bolsista parlamentar de 1980-81.
Em 1990, Uhr ingressou na Australian National University como professor da Graduate School of Public Policy. Em 2007, foi nomeado Diretor do Programa de Políticas e Governança da Crawford School of Public Policy, da Australian National University.
A partir de 2016, Uhr palestra em cursos políticos do último ano sobre teoria política, 'Idéias na política australiana' e concepções de 'Justiça'. Uhr também supervisiona estudantes de doutorado nas áreas de Política Australiana, Estudos Parlamentares e Ética Governamental.
Como o Diretor Inaugural do Centro para o Estudo da Política Australiana na ANU, Uhr é um ponto de contato para uma ampla rede de acadêmicos que estudam a política australiana.

## Meios de comunicação
O perfil público de Uhr como membro sênior do principal departamento de Ciências Políticas da Austrália , a Escola de Política da Universidade Nacional da Austrália , faz com que seus comentários sejam frequentemente divulgados na mídia popular.

## Obras publicadas
- John Uhr com David Headon, Eureka: A Maior História da Austrália (Sydney: The Federation Press, 2015)
- John Uhr, Termos de Confiança: Argumentos sobre a ética nos governos australianos (Sydney: University of New South Wales Press, 2005)
- John Uhr, A República Australiana: O Caso para Sim (Sydney: The Federation Press, 1999)
- John Uhr, Democracia Deliberativa na Austrália: O Lugar Cambiante do Parlamento (Cambridge: Cambridge University Press, 1998)
- John Uhr (ed.  Prática Ética no Governo: Melhorando a Gestão Organizacional (Canberra: Federalism Research Center, 1996)
- John Uhr, Avaliação do Programa: Tomada de Decisão no Governo Australiano (Canberra: Federalism Research Center, 1991)